# Wait and Bleed
«Wait and Bleed» (укр. Чекаю і стікаю кров'ю) — це сингл американського метал-гурту Slipknot з їх дебютного однойменного альбому.

## Нагороди
За «Wait and Bleed» Slipknot була уперше номінована на Ґреммі у 2001 році за найкраще метал-виконання, хоча програли «Deftones» з піснею «Elite». Пісня виграла у номінації «Kerrang! Award for Best Single» за 2000 на Kerrang! Awards. Пісня мала комерційний успіх, досягаючи 34 позиції у чарті Hot Mainstream Rock Tracks і 27 позиція в UK Singles Chart. Цей трек разом з «Left Behind», «Pulse of the Maggots», і «Snuff», вийшли як завантажувальні пісні у серії ігор Rock Band. «Wait and Bleed» стала саундтреком до фільму Крик 3.

## Відеокліп
Є два музичних відео для «Wait and Bleed»; У першому режисер Томас Mignone, показує кадри живого виконання пісні зняті під час виступу групи на фестивалі Ozzfest. Другий, зроблений у стилі «Пластилінової анімації», зображує усіх дев'ятьох членів групи у вигляді невеликих анімованих лялькових істот, всередині лабораторії, населеної людиною, яка намагається зловити їх.

## Список композицій
Автор музики і слів Slipknot. 
| CD, Сингл | CD, Сингл                                     | CD, Сингл  |
| #         | Назва                                         | Тривалість |
| --------- | --------------------------------------------- | ---------- |
| 1.        | «Wait and Bleed» (Terry Date Mix)             | 2:33       |
| 2.        | «Spit It Out» (Overcaffeinated Hyper version) | 2:27       |
| 3.        | «(SIC)» (Molt-Injected Mix)                   | 3:28       |
| 4.        | «Wait and Bleed»                              | Video      |